# 赵炳安
赵炳安（1918年7月—2001年8月9日），化名赵亮，湖北麻城人。中国人民解放军第四十六军军长、济南军区副司令员。第四届全国人大代表、第五届全国人大代表。

## 生平
1930年参加中国工农红军。1931年加入中国共产主义青年团。1934年转入中国共产党。1955年授予上校军衔。
1982年10月副兵团职待遇退二线。

## 家人
- 夫人张筠
- 长女赵炜
- 长子赵东